# باخ-یاربوخ

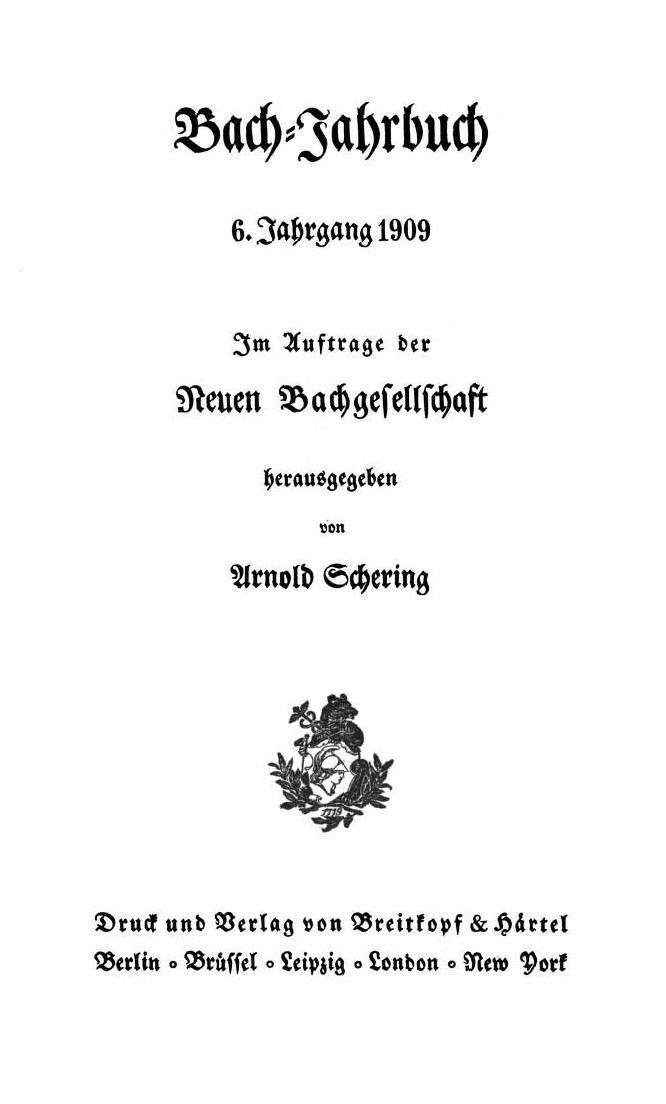
جلد باخ-یاربوخ در سال ۱۹۰۹

باخ-یاربوخ (انگلیسی: Bach-Jahrbuch؛ معنای تحت‌اللفظی: کتاب سال باخ) یک نشریه ادواری دربارهٔ یوهان سباستیان باخ است که هر سال منتشر می‌شود. این سالنامه را نویه باخ‌گیزلشافت در لایپزیگ منتشر می‌کند. این سالنما، معتبرترین نشریه در حوزهٔ پژوهش‌های بین‌المللی برای این آهنگساز نامدار است و دربرگیرندهٔ مشارکت‌های دانشمندان برجسته باخ‌شناس است که دربارهٔ این موسیقی دان و خانواده‌اش پژوهش است و همچنین کتاب‌شناسی باخ را نیز ارائه می‌کند. این نشریه که در سال ۱۹۰۴ شروع به کار کرد، قدیمی‌ترین نشریه‌ای است که به یک آهنگساز اختصاص یافته‌است.